# Transurban
Transurban ist ein australisches Infrastrukturunternehmen mit Sitz in Melbourne. Das Unternehmen baut und betreibt mautpflichtige Straßen in Melbourne, Sydney und Brisbane sowie im Großraum Washington, D.C., USA und Montreal, Kanada. Es ist auch in der Forschung und Entwicklung der Maut- und Verkehrstechnik tätig.
Es wurde 1996 gegründet und ist im S&P/ASX 50 notiert.
In Australien ist Transurban der vollständige Eigentümer von CityLink in Melbourne, das drei der wichtigsten Autobahnen der Stadt verbindet und ist an sechs gebührenpflichtigen Autobahnen in Sydney und an sechs der sechs gebührenpflichtigen Autobahnen des Linkt-Netzes in Brisbane beteiligt.

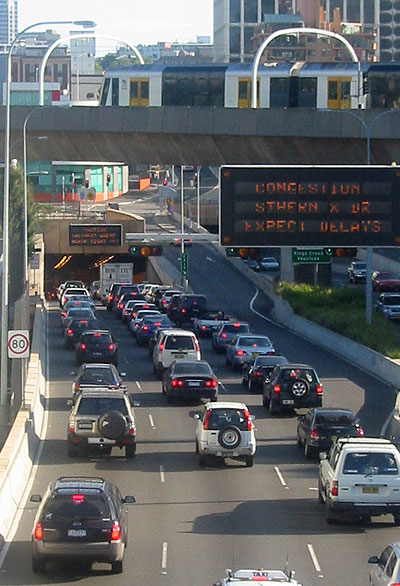
Eastern Distributor Tunnel

## Straßen und Projekte
Transurban ist an 16 städtischen Autobahnen in Australien und den USA beteiligt.
 Melbourne, Australien
- City Link (100 % Eigentümer und Betreiber)

Der CityLink-Auftrag wurde 1995 von der Regierung des Bundesstaates Victoria an ein Konsortium der australischen Transfield Holdings und der japanischen Obayashi Corporation vergeben. Transurban wurde gegründet, um den CityLink-Vertrag zu betreiben.
Sydney, Australien
- Hills Motorway (100 % Eigentümer und Betreiber)
- Lane-Cove-Tunnel (100 % Eigentümer und Betreiber)
- Eastern Distributor (75,1 % Eigentümer und 100 % Betreiber)
- South Western Motorway (100 % Eigentümer)
- WestLink (50 % Eigentümer)
- Cross-City-Tunnel (100 % Eigentümer)
- WestConnex (25,5 % Eigentümer)
- NorthConnex (50 % Eigentümer)

Brisbane, Australien
Transurban ist zu 62,5 % an folgenden mautpflichtigen Straßen beteiligt und verwaltet diese:
- Gateway Bridge
- Logan Motorway
- Clem Jones Tunnel
- Go Between Bridge

- Legacy Way
- Airport Link, Brisbane

Virginia, USA
- 495 Express Lanes - HOT Lanes in Nord-Virginia (94 % Eigentümer)
- 95 Express Lanes - HOT Lanes in Nord-Virginia (77,5 % Eigentümer)

Quebec, Kanada
- Autoroute 25 (Québec)